# Globe géant de Gottorf

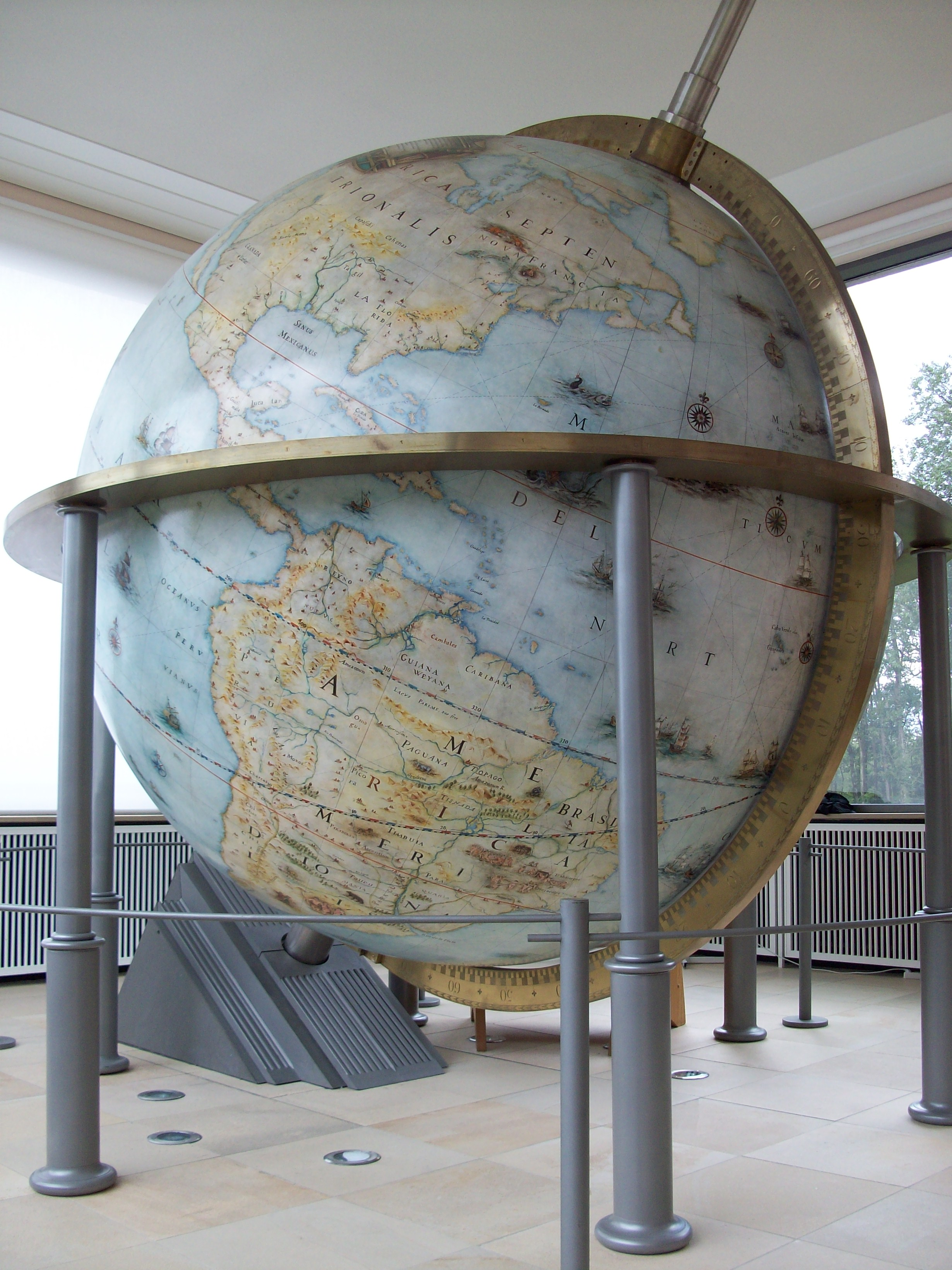
Le globe géant de Gottorf, reconstruction de 2005

Le Globe géant de Gottorf est un globe terrestre de 3 m de diamètre visitable, construit entre 1650 et 1664 pour le compte du duc Frédéric III de Holstein-Gottorp dans le jardin de son château de Gottorf à Schleswig, et qui fut célèbre dans toute l'Europe. La conception du globe a été confiée au savant et bibliothécaire de la cour Adam Olearius, et sa réalisation à l'armurier du Limbourg Andreas Bösch. Le globe se trouve maintenant dans le Musée d'ethnographie et d'anthropologie de l'Académie des sciences de Russie à Saint-Pétersbourg. On trouve d'autres globes visitables dans le Planétarium Adler de Chicago, et à l'observatoire Robert-Mayer de Heilbronn. Avec la reconstruction moderne à Gottorf, ce sont ainsi quatre globes visitables connus.

## La maison du globe dans le jardin de Neuwerk

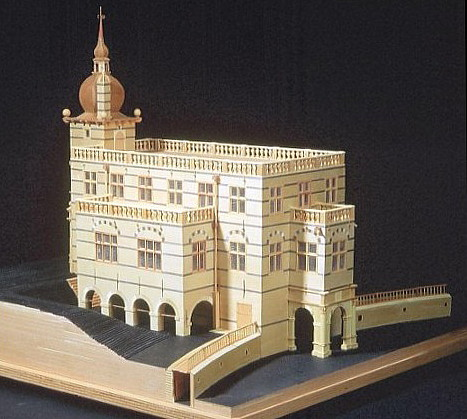
La vieille maison du globe, modèle reconstruit par Felix Lühning

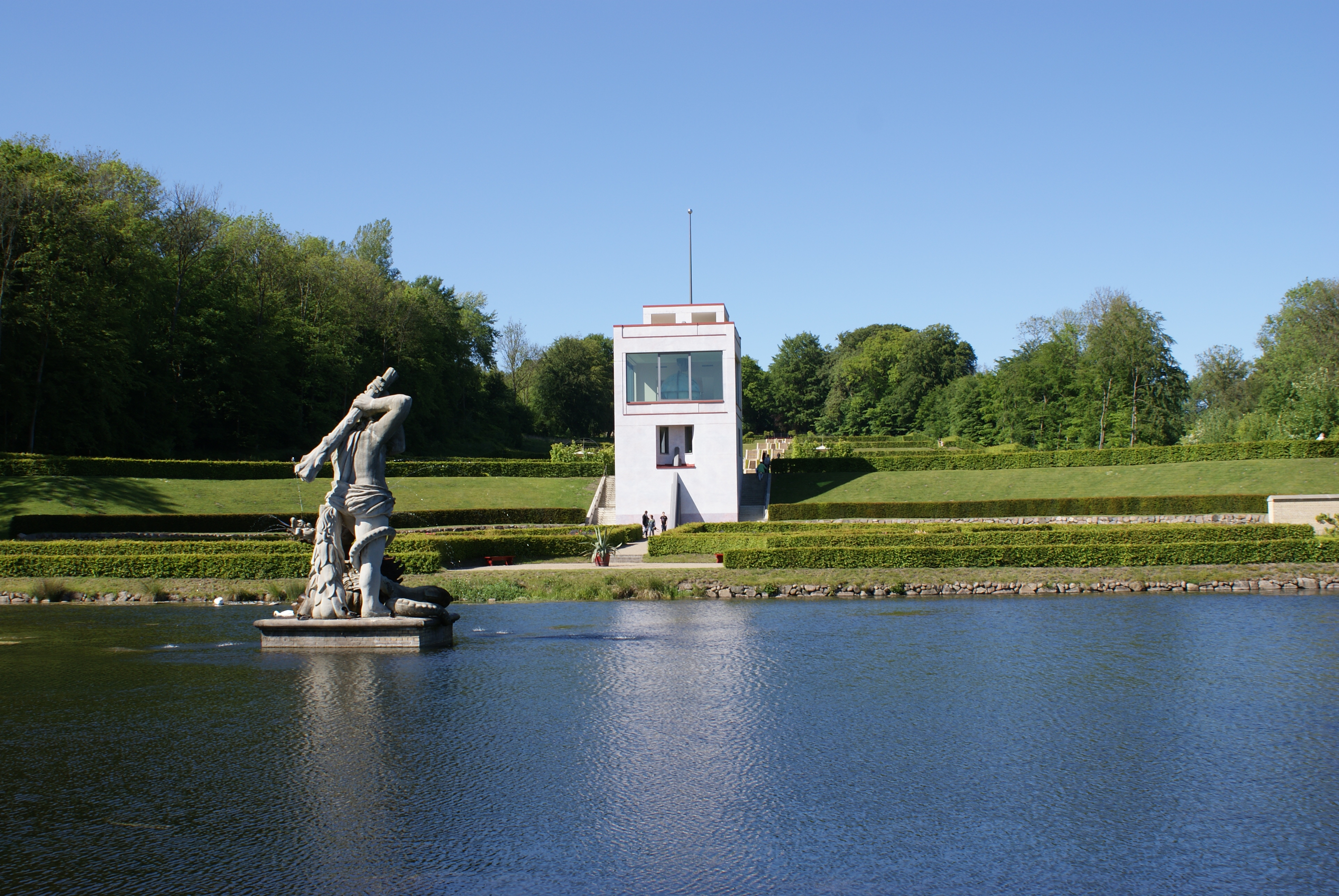
La nouvelle maison du globe dans le jardin de Neuwerk, vue du bassin d'Hercule.

Sans doute, le globe était une partie importante dès le début de la planification du jardin de Neuwerk. Mais tandis que celui-ci était en place dès 1637, le duc Frédéric n'a pu en venir qu'en 1650 à la construction du point central, la maison du globe. Sept ans plus tard, le bâtiment était fini. Mais la construction du globe dura encore plus longtemps : les travaux ont été interrompus en 1659 par la mort du duc Frédéric III et la guerre suédo-polonaise, et ne se sont terminés qu'en 1664. C'est Christian Albert, le successeur de Frédéric III qui l'inaugura solennellement au milieu de cette année. 
C'est probablement Adam Olearius qui fut l'architecte de la maison du globe. Elle était orientée nord-sud, au sommet d'un mur qui encerclait le « jardin du globe » semi-circulaire, au nord du bassin d'Hercule. Extérieurement, c'était un bâtiment rectangulaire en briques de quatre étages, avec un toit en terrasse accessible. Les murs étaient garnis de trois ou six grandes fenêtres, pour la plupart à quatre vitres encadrées de pierre. De tous côtés, le bâtiment était muni de dépendances atteignant le deuxième étage ; celle du nord continuait en tour au-dessus du reste du bâtiment, et était couronnée d'une coupole en bulbe de cuivre. Les dépendances sur les côtés longs étaient le résultat d'une modification ultérieure des plans.
La conception de l’espace du bâtiment prévoyait deux étages de cave bas, superposés, puis le rez-de-chaussée avec la salle du globe et enfin l'étage supérieur, avec deux chambres à coucher, un bureau, et une plus grande salle vers le sud. Un escalier en colimaçon reliait les deux étages à la tour, qui débouchait sur la terrasse. Le niveau du rez-de-chaussée, avec l'entrée principale vers le nord se situait au niveau de la première terrasse du jardin. La cave inférieure était au niveau du jardin du globe, au sud.  Avec une surface au sol de 200 m2 (sans les dépendances) et une hauteur de presque 14 m (sans la tour), il s'agissait pour l'époque d'un bâtiment imposant. C'est peut-être pour cela qu'on l’appelait parfois « Friedrichsburg » (le château de Frédéric). Dans le langage officiel de Gottorf, le bâtiment ne s'appelait que la « folie » ; ce n’est que dans les dernières décennies de son existence qu'elle prend le nom de « maison du globe ». Avec son corps de bâtiment conçu en cubes, et le toit en terrasse accessible, la maison du globe correspond aux folies contemporaines d'Italie, des Pays-Bas et du Danemark. La forme du bâtiment devait avoir un effet exotique, et on le désignait aussi parfois par « Maison persane ». Mais dans ses détails architecturaux, la maison du globe suivait complètement les formes de la Renaissance hollandaise, comme c'était alors l'usage en Schleswig et Holstein. 
On ne possède que peu de témoignages sur l'utilisation de la maison du globe, quoique des trouvailles de fouille témoignent de grands banquets dans la maison. Après la mort du duc Frédéric III, il semble qu'elle ait été rarement utilisée. C'est pourquoi il est apparu de nombreux dommages, que l'on peut en particulier rapporter à des défauts d'étanchéité de la terrasse. Mais le grand globe est toujours resté un objet de curiosité recherché, qui était volontiers présenté aux visiteurs intéressés.

## Le globe

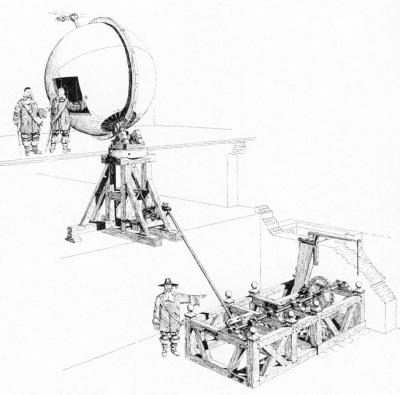
Reconstruction de la mécanique du globe (dessin: Felix Lühning)

Le centre et l'attraction de la maison du globe était évidemment le grand globe. De dehors, il présentait la sphère terrestre, et dans son intérieur, il cachait un planétarium, qui montrait le ciel et ses étoiles, ainsi que la trajectoire du Soleil, vue de la Terre. Son charme particulier était que l'on pouvait entrer dedans et laisser tourner les étoiles tout autour de soi, sans bouger soi-même. Le globe était une invention personnelle du Duc, qui en a laissé la direction scientifique à son savant et bibliothécaire Adam Olearius. L'armurier Andreas Bösch, recruté au Limbourg finit par réaliser l’idée du Duc.
Le globe a vu le jour avec et dans le bâtiment – ses pièces ont été réalisées dans un atelier de forge loué par la cour sur le Hesterberg, et assemblées dans la maison du globe. Pour cette opération, Andreas Bösch réunit pendant des années une équipe d'artisans, composée de forgerons, de serruriers, d'horlogers, de graveurs, d'orfèvres, de menuisiers et de peintres, et à l’occasion, d'autres entreprises, comme par exemple une fonderie de laiton de Husum. Parmi eux se trouvaient les horlogers de Gottorf Nikolaus Radeloff et Hans Schlemmer, le graveur de Gottorf Otto Koch  et les cartographes Christian et Andreas Lorenzen, surnommés Rothgießer, de Husum. Adam Olearius lui-même participait comme cartographe, maniant le pinceau et la plume.
En outre, vit le jour dans les années 1654 à 1657 la « Sphaera Copernicana », qu'Andreas Bösch avait mise au point lui-même, et qu'il fit construire sous sa direction. Apparemment, elle trouva son origine comme complément et extension du concept cosmologique du grand globe, et à un moment où les travaux sur le globe lui-même étaient déjà fort avancés.

## Transport vers Saint-Pétersbourg
Le plus célèbre – et le plus néfaste – des visiteurs du globe a été le tsar Pierre le Grand, qui au cours de la  grande guerre du Nord, rencontra le roi Frédéric IV de Danemark le 6 février 1713 à Gottorf. Le tsar Pierre montra un si grand intérêt pour le globe, que le régent du duché de Gottorp Christian Auguste signa le 10 juillet l'ordre d'envoyer la grande sphère – mi-prise de guerre, mi-présent d'État.  Elle y arrive après quatre années de voyage le 17 mars 1717. Le globe y trouve là sa place dans la Кунсткамера (Kounstkamera) du Tsar. Quand celle-ci brûla en 1747, le globe subit des dégâts importants : seules ses parties métalliques subsistèrent. La même année, la tsarine Élisabeth donna l'ordre de le réparer, sous la direction du savant Mikhaïl Lomonossov (1711-1765), en profitant comme il se doit des progrès des connaissances géographiques. Seule la vieille trappe d'entrée du globe avait échappé  à l'incendie – elle présente encore aujourd'hui la peinture originale du XVIIe siècle, avec les armes de Gottorf. La réparation dura jusqu'à la fin du XVIIIe siècle, avec notamment de nouvelles améliorations par l'astronome Friedrich Theodor von Schubert (de). En 1750-1753, on construisit pour abriter le globe une nouvelle maison du globe sur les plans de l’architecte I. Y. Schumacher. Le globe y reste jusqu'en 1901. Puis il est déménagé à l'« Amirauté » de Tsarskoie Selo. 
En 1942-1947, le globe va en Allemagne, d'abord à Neustedt, puis  à Lübeck. En 1948, il est rendu à l'Union Soviétique et retourne à Leningrad. Pour l’abriter, la tour de la Kounstkamera est construite sur les plans du premier directeur du Musée M. V. Lomonossov, l’architecte R. I. Kaplan-Ingel. Le globe y est encore, en tant qu'objet d'exposition du Musée d'Anthropologie et d'Ethnographie  Pierre le Grand de l'académie des Sciences de Russie.
Dans le Schleswig, pour extraire la grosse sphère en entier de la maison du globe, on avait dû pratiquer une grande ouverture dans le mur ouest. Ceci arrachait l'intérêt propre du contenu du bâtiment, et scellait son avenir. Il ne menait plus que l’ombre d'une existence. Toutes les réparations nécessaires n'ont été menées qu'à contre-cœur, et n'ont pas suffi à arrêter la ruine menaçante. Le bâtiment est resté là sans utilisation pendant une bonne cinquantaine d'années, jusqu'à ce qu'il soit vendu aux enchères publiques pour destruction en novembre 1768 sur l’ordre du roi Christian VII de Danemark. Un maître-artisan de Schleswig acquit la ruine ; un an après, rien ne rappelait plus la maison du globe. C'est ainsi que disparut un bâtiment dont le projet, la conception et la programmation figurent de façon unique dans l'histoire de l'architecture et de la technique.

## La visite de la maison du globe
On entrait dans la maison du globe au nord par l'entrée principale ornée par un portail, sous la tour de l’escalier.  De là, on arrivait par une petite antichambre dans la salle du globe, dont la surface au sol occupait presque tout le rez-de-chaussée. La salle était munie de nombreuses fenêtres, et peinte tout de blanc, afin que le globe paraisse en pleine lumière. Sous les fenêtres peintes en vert, des panneaux de plomb étaient peints à la manière de carrelages hollandais. Le plafond était orné de stuc. Le globe lui-même était situé au centre d'un large plancher en bois horizontal accessible, à douze côtés, soutenu alternativement par des hermès sculptés et des colonnes corinthiennes. À l'extérieur du globe était dessiné le monde connu : Europe, Afrique, Amérique et Asie – « … aussi finement que sur les cartes imprimées des pays », avec des frontières de pays tracées en couleur, et peuplé de « tous animaux selon les pays », ainsi que de « flottes de bateaux … monstres marins et poissons ». La base de la cartographie était les globes de la célèbre édition de cartes d'Amsterdam de Willem Blaeu et Johannes Blaeu, avec lesquels Adam Olearius entretenait de bonnes relations.
Par une petite trappe, on pouvait pénétrer dans le globe, et prendre place autour d'une table ronde située au milieu. C'est là que l'on pouvait voir le ciel étoilé – les étoiles étaient représentées par plus de 1000 têtes de clous en étoile, de laiton doré, tandis que les constellations étaient représentées en couleurs sur le fond bleu du ciel. En outre, le globe cachait des mécanismes qui reproduisaient le mouvement annuel du soleil, et animaient une « horloge universelle », qui montrait les régions de la Terre où il était exactement midi ou minuit. Le globe était mû au choix soit en temps réel par une mécanique à eau située à la cave – « afin que le ciel ait son mouvement et rotation dans les 24 heures habituelles … » – ou aussi par une manivelle de l’intérieur, pour accélérer la rotation autrement imperceptible. Dans son genre, le globe de Gottorf était le premier planétarium accessible de l'histoire. Simultanément, il représentait un grand modèle du vieux modèle cosmologique géocentrique de Ptolémée. Quand le globe ne servait pas, la trappe était fermée par un couvercle frappé aux armes de Gottorf, et un lourd drap vert était passé au-dessus du globe. Sur les portes de la salle du globe figuraient les portraits de Nicolas Copernic et de Tycho Brahe – allusion aux génies de l’astronomie du temps.
Au coin nord-est de la salle du globe, une de ces portes conduisait vers une petite antichambre où un escalier étroit et raide conduisait à la tour. Là se trouvait un escalier en colimaçon sculpté qui conduisait à  l'étage, et plus loin à la terrasse.
Tandis que le rez-de-chaussée avec le globe était ouvert aux discussions savantes d'un large cercle de visiteurs, l'étage, avec ses chambres et sa salle des fêtes avait un caractère plus privé. Les appartements étaient peints d'un décor de feuillages verts, tandis que la salle des fêtes était ornée de rouge. Les plafonds des pièces étaient ornés de stuc, partiellement peint ou doré. Les portes-fenêtres conduisaient aux terrasses accessibles sur le sommet des dépendances. La grande terrasse du toit, qui offrait une merveilleuse vue sur le jardin, invitait aux banquets en plein air.
Le mobilier de la maison du globe était essentiellement constitué de tableaux ; en particulier les murs de la salle du globe étaient ornés de nombreuses images de thèmes variés. Au-dessus, dans la salle des fêtes, il y avait outre les tableaux une longue table et 16 chaises assorties. La chambre du duc était garnie d'un grand lit à baldaquin, tandis que les servants dormaient à côté dans des alcôves.
Les deux étages de cave n'étaient accessibles que de dehors. Dans la cave supérieure, il y avait un grand âtre ouvert. Finalement, la maison du globe était aussi conçue comme une folie dans laquelle on ne voulait pas manquer les joies de la table. Dans la cave inférieure se trouvait le moulin à eau qui donnait au globe son mouvement perpétuel. La force était transmise à travers les deux étages par de lourds engrenages à vis sans fin et de longs axes de fer.

## La technique
Le globe de Gottorf était pour l’essentiel une construction de fer forgé. La sphère consistait d'une ossature de 24 anneaux méridiens, construits de fers en T, et consolidés par un anneau équatorial. À l'extérieur, cette ossature était revêtue de plaques de cuivre, qui à son tour était recouverte de plusieurs couches d'un fond de craie et de toile, dont la surface extérieure était polie. Ceci fournissait un fond propre et lisse pour une cartographie extrêmement finement dessinée. À l'intérieur, le globe était tapissé de fines lames de pin, revêtues à leur tour de plusieurs couches de fond en craie et toile. Le couvercle de la trappe dans la paroi du globe était retenu par deux taquets à ressorts. Quand des personnes se trouvaient dans le globe, la trappe restait ouverte.

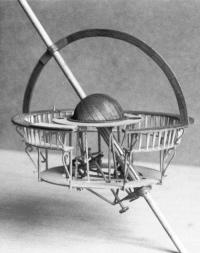
Construction interne du globe (Modèle de Felix Lühning)

Le globe tournait autour d'un  lourd axe fixe de fer forgé. Celui-ci s'enracinait dans une meule de pierre, et était fixé en haut à une poutre du plafond. L'inclinaison de l’axe correspondait – contrairement à celle des globes ordinaires – à la hauteur du pôle de 54° 30’ à Schleswig. Le but de cette inclinaison était que le planétarium à l'intérieur du globe devait représenter le ciel étoilé au-dessus de Schleswig.
La construction annulaire du banc des spectateurs était attachée à l'axe, et fournissait, en raison des dimensions de l'ensemble, de la place pour dix à douze personnes.  Elle consistait de lourdes barres de fer, attachées ensemble à un lourd collier sur l’axe, et qui, de là, rayonnaient en étant plusieurs fois coudées. Ces « branches » ne supportaient pas seulement l'étroite banquette, mais aussi le plancher et une table ronde au centre. Le dossier était constitué par un large anneau de laiton portant des indications sur les calendriers julien et grégorien, ainsi que des données astronomiques sur les hauteurs quotidiennes du Soleil.
Sur la table au milieu du globe, il y avait une demi-sphère en cuivre, symbolisant, selon le concept cosmologique utilisé, la Terre au centre de la voûte céleste. En raison de l'inclinaison de l'axe, Gottorf se trouvait au sommet du globe sur la table, et formait ainsi le centre de ce monde artificiel merveilleux. Autour de ce globe, il y avait un anneau horizontal portant les indications de longitude de divers lieux sur toute la Terre. Quand on mettait le globe en mouvement, deux aiguilles diamétralement opposées balayaient cet anneau et montraient à quels endroits du globe il était exactement midi et minuit.
Le firmament du globe était – selon les goûts du temps – orné des constellations dessinées en couleurs. Des têtes de clous à huit branches en laiton doré représentaient les étoiles. Elles étaient divisées selon les six classes de grandeur traditionnelles, pour simuler les vrais rapports de brillance. Deux bougies sur la table faisaient étinceler les étoiles. Le long de l'écliptique sur la voûte céleste tournait une couronne dentée sur roulements à rouleaux, portant un modèle de Soleil de cristal poli. Le Soleil accomplissait aussi bien son mouvement diurne (lever et coucher), que son mouvement annuel (changements de hauteur, et d'azimut du lever et du coucher au cours de l'année). Au-dessus des spectateurs, il y avait un demi-méridien gradué en degrés. En raison de leur complexité (précession des nœuds et rétrogradation des planètes), la course de la lune  et des planètes n'était pas incluse dans le concept mécanique du globe.
Au pôle sud de l'intérieur du globe, il y avait trois engrenages. Le premier faisait mouvoir par un long axe l'« horloge universelle » ; un train épicycloïdal se chargeait des deux mouvements, diurne et annuel, du Soleil ; enfin le troisième était nécessaire pour transmettre le mouvement à partir de la manivelle, car le globe pouvait être mû de l’intérieur avec une manivelle : il suffisait d'un doigt pour l'actionner. Un tour correspondait à 15 minutes, ce qui était suffisant pour présenter aux visiteurs tous les mouvements de la journée, vus de Gottorf. Naturellement, il était aussi possible d'ajuster la position du modèle du Soleil pour simuler d'autres saisons. Il s'agissait donc du premier planétarium visitable dans l'histoire, qui montrait au visiteur le mouvement du ciel « live ». 
Une autre possibilité inhabituelle de mouvement donnait au globe le moyen de montrer la rotation diurne en temps réel. Dans la cave de la maison du globe se trouvait un moulin à eau en bois, qui communiquait son mouvement au globe par quatre trains réducteurs à vis sans fin.  L'eau arrivait à la maison par un tuyau de plomb, se jetait sur le moulin à eau, et repartait en souterrain vers le bassin d'Hercule. Les roues et vis, pesant parfois un quintal, étaient sans exception en liaison, ce qui conduisait à de fortes pertes de frottement. Le mouvement était transmis deux étages plus haut par de longs axes en fer forgé.
L'engrenage le plus élevé se trouvait au pied de l'axe du globe et était caché par une boîte en bois oblique et peinte. Il est à supposer que le mouvement à eau servait plus à exhiber le savoir technique qu'à des démonstrations astronomiques. 50 ans après la fin de la construction de la maison du globe, il se trouvait en ruine avancée.

## La Sphaera Copernicana

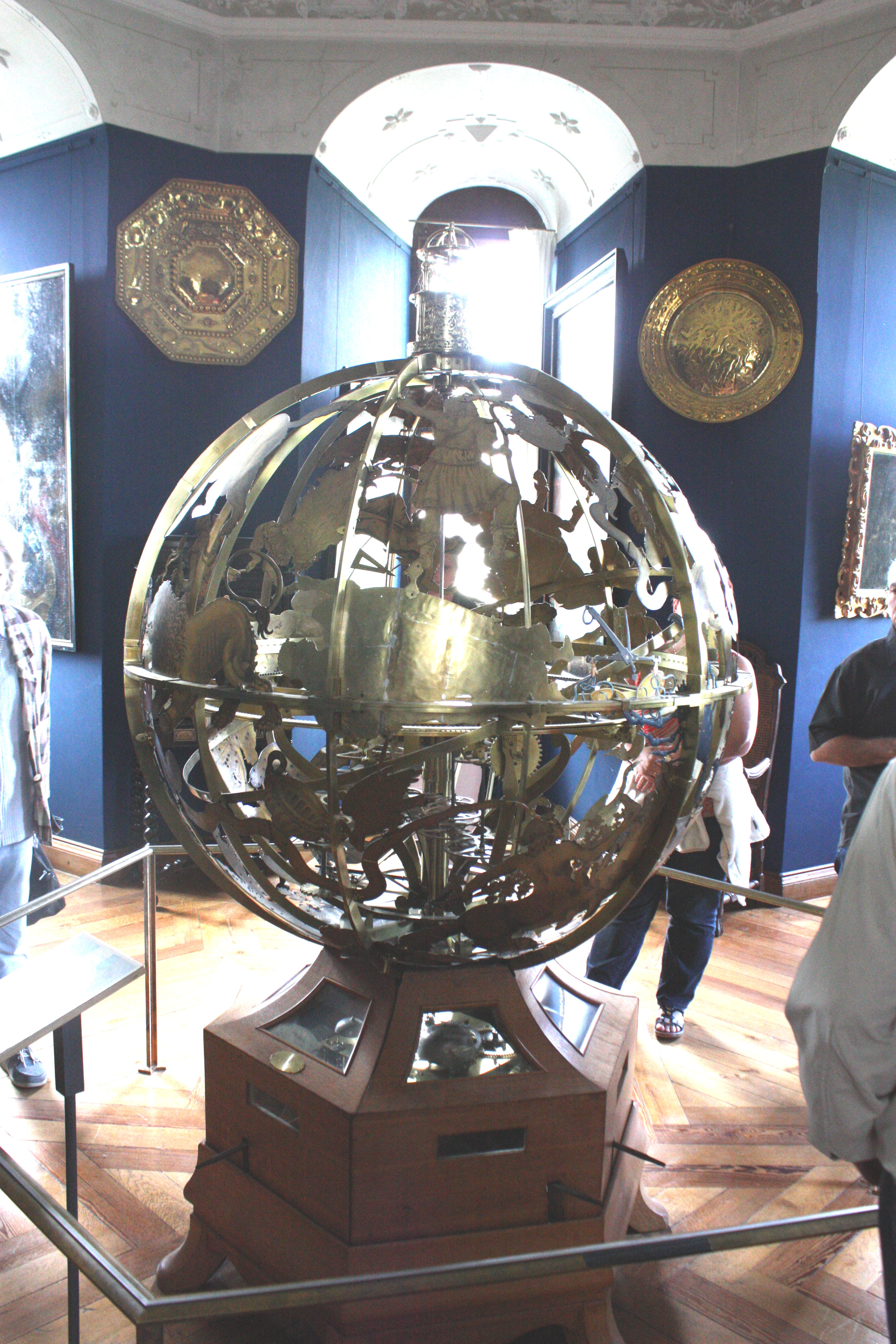
Globe céleste de Gottorf (Sphaera Copernicana) au musée national d'histoire du château de Frederiksborg.

Alors que la construction du globe géant allait à sa fin, Andreas Bösch commença son nouveau projet, appelé Sphaera Copernicana (Sphère copernicienne). Il s'agissait apparemment de compléter et d'agrandir le concept du globe géant. Ce dernier présentait dans son intérieur  un modèle mécanique du système cosmologique de Ptolémée, que l'on avait déjà reconnu comme démodé à la cour de Gottorf. Il s'agissait donc de créer un modèle de démonstration qui montre les relations réelles dans l’univers selon la théorie de Copernic, une « Sphaera Copernicana ».
On ne s'étonnera pas de trouver de nombreux parallèles entre le globe géant et la Sphaera Copernicana, tant du point de vue de la construction que de celui de la technique de présentation. Cependant, il y avait dans la Sphaera Copernicana « plus d'art à voir que dans le grand globe ». Dans un cas, la dimension imposante et la conception originale suscitaient l'étonnement et l'admiration, dans l’autre, c'était la complication des engrenages qui – entraînés par un seul moteur – accomplissaient 24 fonctions et affichages  simultanément.
Bien qu'il faille supposer qu'Adam Olearius se tienne en arrière-plan de la conception de la Sphaera Copernicana, c'est apparemment Andreas Bösch seul qui prit la responsabilité de la construction de l'appareil. Bien sûr, il s'entoura là aussi de nombreux collaborateurs, comme Hans Schlemmer, par exemple, qui fournit le puissant ressort moteur, ou Otto Koch qui s'occupa de l’arrangement des constellations. Après son achèvement, la Sphaera Copernicana fut exposée dans le cabinet de curiosités, puis dans la bibliothèque de Gottorf.
Dans le déménagement du château, la sphère armillaire copernicienne arriva en 1750 dans le cabinet de curiosités royal de Copenhague. On pense qu’elle a été mise de côté en 1824 ; puis elle est arrivée par des chemins d'aventure au Musée national d'histoire du château de Frederiksborg à Hillerød, où on peut la voir encore actuellement. La Sphaera Copernicana a été récemment restaurée avec soin (Atelier Andersen à Virket, Danemark). À cette occasion, on a pu non seulement remplacer des pièces manquantes, ou les remettre à leur place, mais aussi restaurer dans une certaine mesure les couleurs originales.
La Sphaera Copernicana est substantiellement plus petite que le globe géant. Son diamètre est de 1,34 m et sa hauteur totale de 2,40 m, mais elle est techniquement beaucoup plus exigeante que le globe géant. Elle repose sur un socle en bois cachant un très puissant ressort d'horlogerie. Il suffit pour animer la sphère pendant 8 jours, avec sonneries tous les quarts d'heure, et mise à jour des 24 mouvements divers de la sphère armillaire. L'axe  moteur principal court ainsi du milieu du ressort, verticalement à travers toute la sphère armillaire. On peut le débrayer pour démontrer à la main, indépendamment du ressort, les mouvements de la sphère armillaire.
Au centre de la sphère armillaire une sphère de laiton brillante représente le Soleil. Tout autour se trouvent des anneaux dentés montés sur roulements à rouleaux, qui montrent les orbites des planètes alors connues (de l'intérieur vers l'extérieur : Mercure, Vénus, la Terre, Mars, Jupiter et Saturne). Les planètes elles-mêmes sont représentées par de petits personnages en argent tenant en main le symbole de leur planète. Ils se déplacent autour du Soleil dans les mêmes temps que les vraies planètes du système solaire. Des systèmes élaborés permettent la bonne démultiplication entre l'axe moteur vertical jusqu'à l'anneau de chaque planète. En plus, la position de chaque planète peut être corrigée à la main.
Seule l’orbite terrestre ne porte pas de personnage en argent. Mais une sphère armillaire miniature représente la Terre et la Lune. Les deux sont représentées par des sphères. La Terre accomplit sa rotation diurne, l'axe de la Terre restant constamment dans la direction du pôle nord céleste. La Lune tourne en 27,3 j autour de la Terre, en montrant ses phases. Sur un petit cadran porté par  cette sphère armillaire miniature, on peut lire l'heure du jour.
L'ensemble du système solaire est entouré par deux sphères armillaires, dont l’une, à l'intérieur, est mobile, tandis que l’extérieure est fixe. Chacune se compose de six demi-cercles verticaux et d'un anneau horizontal. La sphère interne représente ce qu'on a appelé le « Primum mobile », qui expliquait à l'époque la lente précession des équinoxes le long de l’écliptique. Deux rubans de laiton gradués en degrés rendent ce mouvement visible. Un tour du primum mobile dure 26 700 ans.
La sphère extérieure fixe porte sur ses anneaux les figures des constellations. Elle représente ainsi la voûte céleste que l’on voit de la Terre. Des 62 constellations initiales ne sont restées que 46. Elles sont faites en plaques de laiton et sont à l'intérieur des anneaux de la sphère. Sur leur face intérieure est gravé leur nom en latin. On peut identifier sans nul doute le modèle de la forme des constellations dans un globe céleste de la bibliothèque cartographique de Willem Blaeu. Les constellations portent, rivées dans leur intérieur, de petites étoile à six branches, de six tailles, correspondant à leur grandeur réelle.
La commande manuelle de la sphère armillaire consiste en un axe que l'on peut tirer en bloquant l’axe moteur, et que l'on peut alors coupler à une manivelle. Quand on la tourne, on accélère substantiellement les mouvements au sein de la Sphaera Copernicana – comme dans le globe géant – si bien qu'ils deviennent visibles à l’œil.
L'ensemble de la sphère armillaire est couronné par un système d'affichage des diverses division du temps de la journée, puis d'une « Sphaera Ptolemaica ». Le système d'affichage des temps de la journée consiste en trois parois cylindriques concentriques, qui coulissent l'une dans l'autre. Un petit disque solaire, qui change de hauteur chaque jour, dépasse du cylindre intérieur. Selon les cylindres et le Soleil, on peut lire l'heure à la manière moderne, romaine/babylonienne ou juive. Comme dans ces deux dernières, le début du jour est le lever du Soleil, il change tous les jours de quelques minutes. C'est pour cela que depuis l'antiquité les astronomes mesurent le jour de minuit en minuit. Cette division s'est imposée progressivement aux XVIe et XVIIe siècles dans la vie civile. Il est possible que les divers découpages de la journée aient encore joué un certain rôle à la cour de Gottorf au XVIIe siècle, mais ils n'avaient plus sans doute qu'un intérêt scientifique.
Au-dessus des cadrans horaires, il y a comme nous l’avons évoqué, une petite sphère armillaire ptolémaïque, qui par sa construction et ses mouvements est une exacte réplique miniature du globe géant. Au centre se trouve un petit globe terrestre, immobile selon le système cosmologique géocentrique. Tout autour, comme sur la table centrale du globe géant, il y a un disque horizontal sur lequel sont  gravées les longitudes. La sphère tout autour symbolise la voûte céleste et tourne une  fois par jour autour de la Terre. À l'intérieur  de la sphère se déplace une couronne dentée qui transporte le Soleil autour de l’écliptique en un an.

## Reconstruction historique

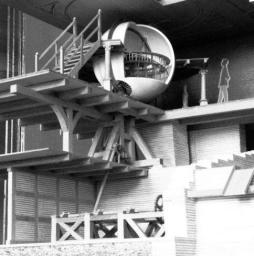
Coupe à travers la maison du globe (modèle de Felix Lühning)

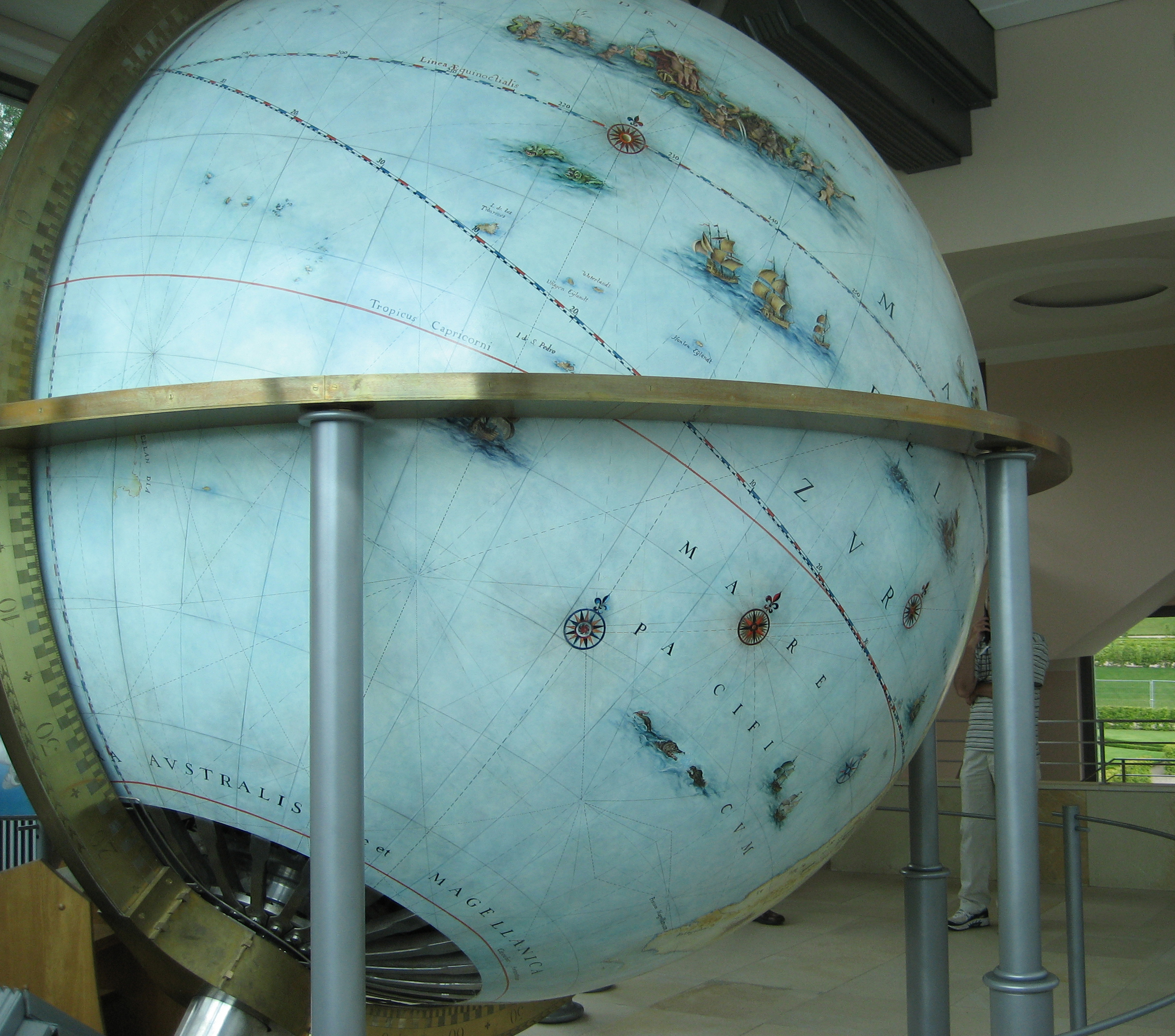
Le globe géant de Gottorf

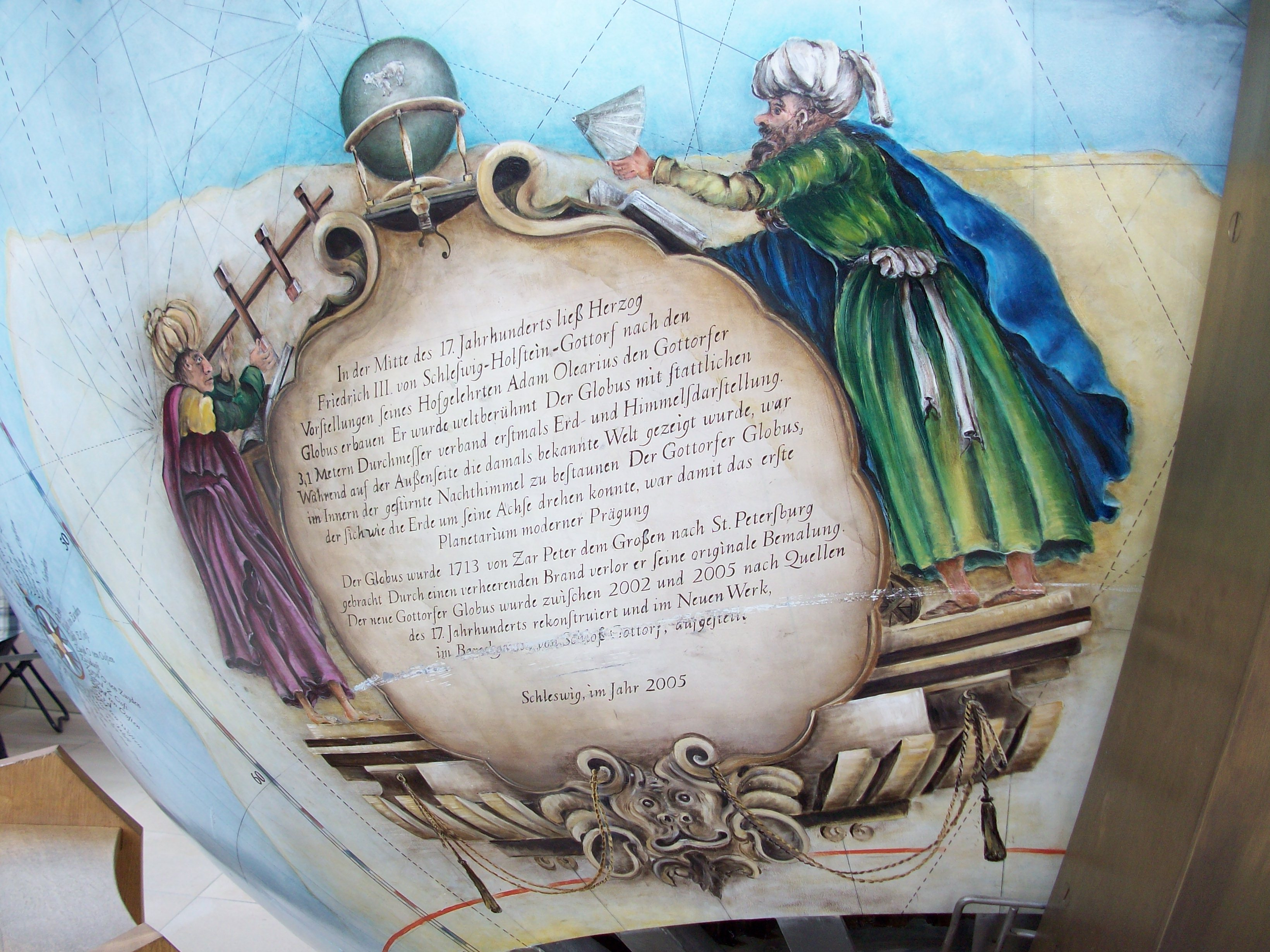
Explications de la reconstruction sur le globe

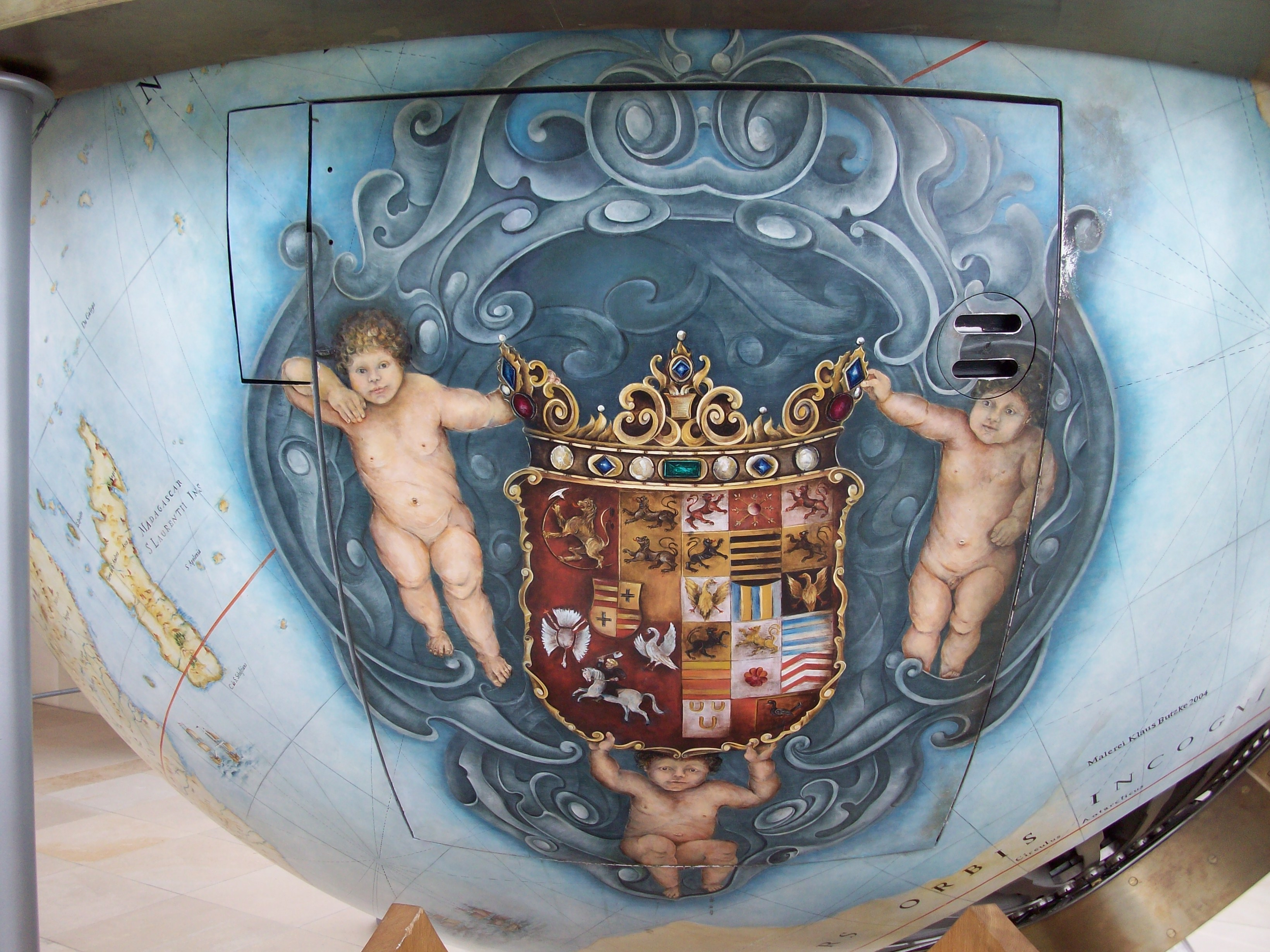
Trappe d'entrée dans le globe, frappée aux armes de Gottorf

Il faut rendre grâces à la taille et à la conception inhabituelles du globe si l'on a beaucoup écrit à son propos, depuis le passé le plus éloigné jusqu'au passé le plus récent. Cependant, tous ces écrits ne fournissent aucune image précise de la construction de l’installation de Gottorf. On ne peut  même pas tirer de renseignements précis des dessins historiques. L'état des connaissances se limitait forcément au constructeur du globe, à sa date de construction et  des diverses autres étapes, et à des descriptions plus ou moins superficielles du globe et du bâtiment où il était situé. Toutes ces descriptions ne permettent aucune conclusion précise sur l'installation du globe dans le bâtiment, ni aucun détail architectural ou technique, ni même l'aspect du bâtiment.
Ce n'est qu'en 1708 qu'un inventaire général de la résidence ducale, entrepris à la suite d'une enquête fiscale, a livré des indications concrètes en prenant en compte la valeur et l'état de tous les bâtiments de la cour et des jardins. En ce qui concerne la maison du globe, tout a été inventorié presque jusqu'au dernier clou. La qualité et la clarté de l’inventaire ont permis de remplacer presque tout ce qu'il manquait aux descriptions.
En partant de cet inventaire, Felix Lühning a commencé en 1991 à préparer une reconstruction géométrique fiable de la maison du globe. Ceci a demandé avant tout des recherches étendues dans les archives, en se concentrant sur les aspects architecturaux et techniques, en particulier dans la comptabilité de la cour ducale sur la construction, les réparations et l’entretien de la maison du globe. Il en découla tout plein de nouvelles données sur la nature et la quantité des pièces fournies pour le globe et la maison, ainsi que leurs coûts, le nombre et les noms des personnes engagées dans la construction. Une fouille et une mesure des fondations de la maison du globe confirma les données de mesure des sources écrites.
Le globe lui-même est encore aujourd'hui à Saint-Pétersbourg, avec ses pièces de construction essentielles, ce qui permet leur mesure et offre une facilité pour la reconstruction des pièces manquantes. Les doutes restant sur les détails techniques ont été contrôlés ou éliminés par comparaison avec la Sphaera Copernicana du Musée d'Histoire nationale du Château de Frederiksborg à Hillerød au Danemark. Également, pour les versions originales perdues de la cartographie (Terre pour l'extérieur et Ciel pour l’intérieur), on a pu trouver des modèles presque certains. La reconstruction du globe a pu être réalisée avec une probabilité confinant à la certitude, tant en ce qui cocncerne sa construction, son contenu technico-astronomique, que son aspect. Il y avait donc  à la fin des recherches un matériau riche, qu'il a d'abord fallu ordonner, puis assembler comme une mosaïque, du point de vue de la construction artisanale, et en faire un tout complet.
Le résultat est que Felix Lühning présenta en 1997 une reconstruction de la maison du globe dans le jardin de Neuwerk en dessins et modèles, reposant  essentiellement sur une étude intensive des sources écrites. Celles-ci étayent environ 80 % des matériaux utilisés, 90 % de la distribution dans l'espace, 80 % des dimensions, et 50 % de l’aspect du bâtiment et de ses pièces détachées. Cependant il faut faire ici une distinction plus fine : certaines parties du bâtiment sont sûres à 100 % grâce aux fouilles, d'autres pièces sont sûres à 90 % en raison de descriptions précises et de modèles obtenus ailleurs en provenance de l'atelier du même maître (en particulier les portails), mais d'autres parties du bâtiment ne sont absolument pas décrites, et ont dû être reconstruites en s'appuyant sur des modèles du temps, et sur les solutions usuelles en techniques du bâtiment au XVIIe siècle (en particulier la position des poutres). La construction externe et interne (maçonnerie,  ancrage des murs, fenêtres, stucs, décoration, etc.) est reconstruite, dans la mesure où les données manquent, constamment sur la forme la plus courante des modèles de l’époque. Les plans au sol du bâtiment sont sûrs à 100 %. Les dernières fouilles entreprises par l'institut du Land pour l'histoire ancienne et moderne, avec beaucoup plus de moyens techniques que ce  dont disposait Felix Lühning peuvent rendre nécessaire une révision de la reconstruction des étages de cave. Ils donnent cependant des résultats précis, exactement dans la fourchette d'erreurs indiquée par Felix Lühning dans son travail, encore partiellement basé sur des hypothèses.
Seul le mouvement  à eau pour le globe est un cas particulier. Les parties essentielles de l’engrenage (roues dentées, vis sans fin, axes) sont bien toutes démontrées dans les archives, et permettent, grâce aux poids indiqués dans les sources, de tirer des conclusions sur leurs dimensions, et de même, la position de certaines pièces dans le bâtiment a été décrite. Mais comme cette machinerie était finalement un assemblage singulier, ne possédant aucun point de comparaison, Felix Lühning a dû se résigner à ses propres estimations, à 60 % de probabilité.

## Le globe et le jardin de Neuwerk aujourd'hui

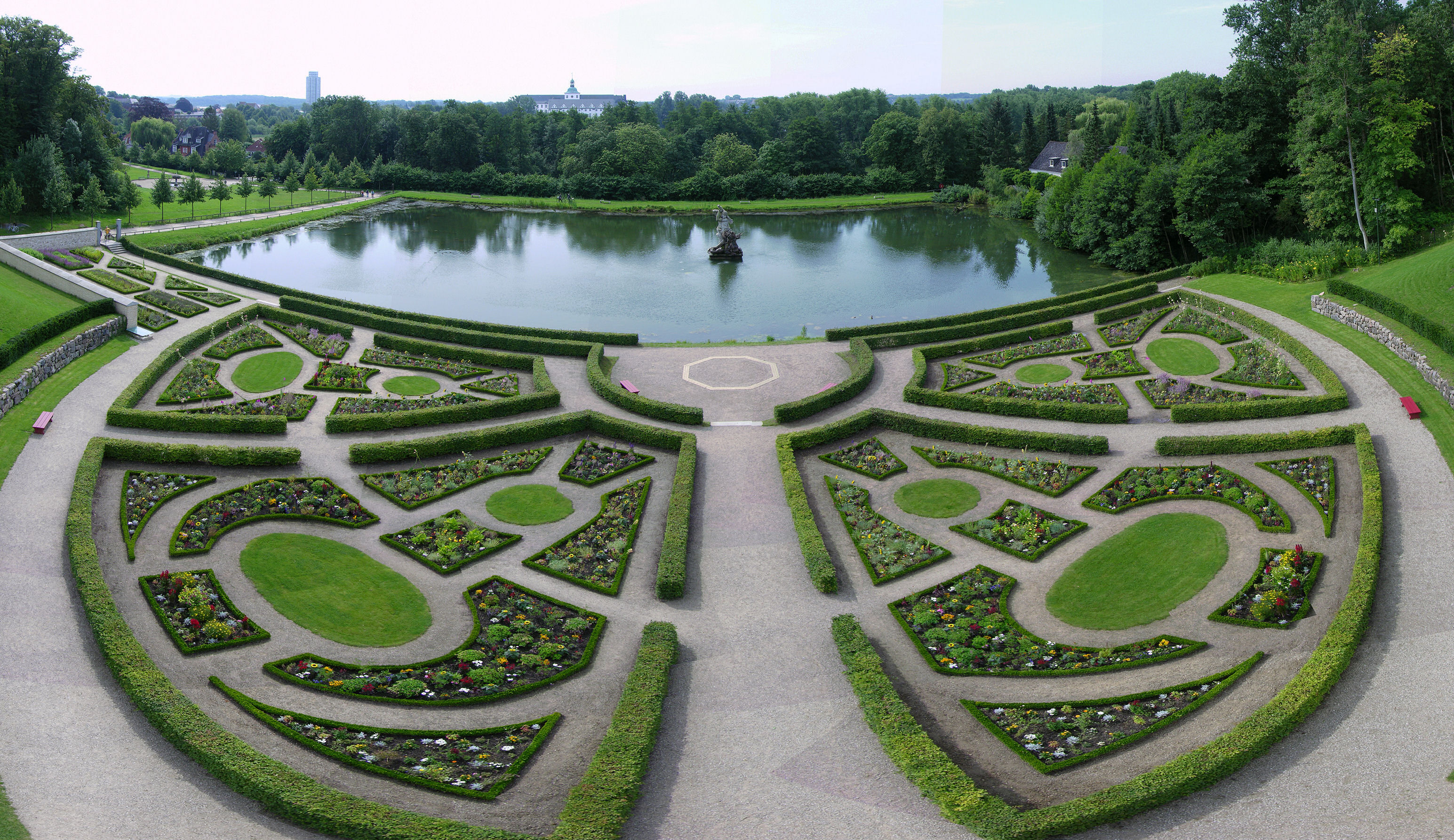
La nouvelle maison du globe dans le jardin de Neuwerk.

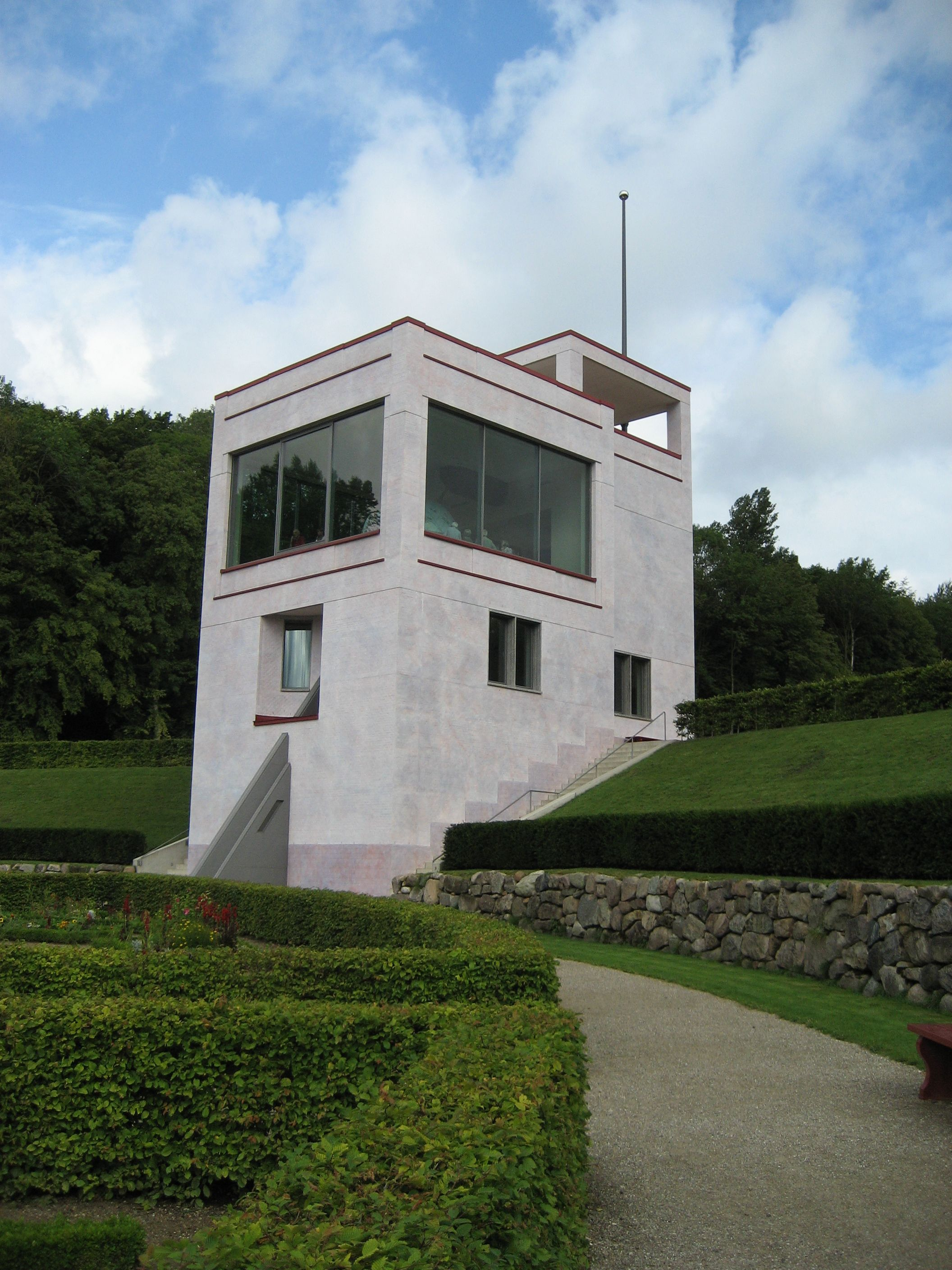
Partie sud du jardin de Neuwerk, entre la maison du globe et le bassin d'Hercule.

Dans la dernière décennie, de gros efforts ont été entrepris de la part des gardiens du patrimoine pour libérer le terrain du jardin de Neuwerk, et reconstituer et rendre visible ce jardin grandiose. Les difficultés financières, et la difficulté du terrain ont fait que les travaux ont duré longtemps. Mais le travail de Felix Lühning sur le globe a été le déclencheur pour mettre en œuvre le souhait qui existait depuis la création de la Fondation des musées du Land de Schleswig-Holstein (de) de reconstituer les jardins en terrasse du château de Gottorf dans leur splendeur baroque – avec globe et maison du globe. Le jardin, le globe et la maison du globe forment une partie solide en rapport avec le château, et n'ont jamais été fondamentalement modifiés au cours d'une longue histoire. Il ne semblait toutefois pas que les plans prévoient une reconstruction à l'identique, mais une solution orientée vers le design, pour laquelle les points de vue esthétiques se trouvaient au premier plan (Hillmer, Sattler et Albrecht, architectes à Berlin.).  La réalisation de ce projet a été rendue possible grâce à l'engagement généreux de diverses fondations. La fondation du ZEIT Ebelin et Gerd Bucerius, la fondation fédérale allemande de l’Environnement, et la fondation allemande de Protection du patrimoine ont financé la reconstruction du jardin, tandis que le soutien de la Fondation Hermann Reemtsma Hambourg a rendu possible la construction de la nouvelle maison du globe ainsi que celle d'une réplique fidèle du globe de Gottorf. En mai 2005, la nouvelle maison du globe, avec le nouveau globe de Gottorf, ainsi que la première phase de rénovation du jardin ont été inaugurées avec une grande participation de la population et de la presse. Le jardin et la maison du globe sont depuis devenus une attraction d'intérêt international.